# Nemiana
Nemiana è un genere di organismi estinti, vissuti nel Proterozoico superiore (Ediacarano, circa 550 milioni di anni fa). I loro resti sono tra i più semplici tra quelli di tutta la fauna di Ediacara, e tra i più enigmatici.

## Descrizione
I fossili di nemiana sono conservati come impronte a forma di sacco; resti simili, provenienti da rocce più recenti, sono state di solito interpretate come fossili di anemoni di mare. Al contrario di questi ultimi, però, Nemiana non possedeva tentacoli; alcuni fossili dell'organismo, in ogni caso, mostrano tracce centrali che potrebbero rappresentare una sorta di bocca. Non si sa se questo organismo fosse gregario, ma è raro trovare fossili isolati. Nei siti fossiliferi del Mar Bianco, inoltre, non è raro trovare fossili di nemiana in livelli formatisi durante (o subito dopo) qualche tipo di disturbo ambientale.

## Possibili affinità
Alcuni studiosi ritengono che la nemiana fosse un parente estinto degli anemoni di mare, ma questa ipotesi è basata su poche affinità morfologiche riscontrate in vaghe impronte fossili. Altri ricercatori, invece, suppongono che questo organismo fosse un qualche tipo di grosso protista o forse un'alga.

## Habitat
Sembra plausibile ipotizzare che la nemiana, qualunque cosa fosse, si comportasse come una sorta di “pianta infestante dell'Ediacarano”, capace di colonizzare habitat disturbati e di riprodursi in brevissimo tempo grazie alla sua anatomia molto semplice. Forse si riproduceva semplicemente separandosi in due.